# Коренєв Микола Михайлович
Коренєв Микола Михайлович (народився 08. 08. 1931 в селі Берека Первомайського району Харківської області) — помер 26.12.2020 у місті Харків - український лікар-педіатр. Доктор медичних наук 1981, професор 1991. Заслужений діяч науки та техніки України.

## Біографія
У 1956 році закінчив Харківський медичний інститут, після чого і залишився там працювати:
клінічним ординатором (1956–1957), згодом — асистентом, доцентом, завідувачем кафедри госпітальної педіатрії (1958–1973) .
З 1973 Микола Михайлович став співробітником в Інституті охорони здоров'я дітей  та підлітків НАМНУ (Харків): завідувачем клінічного відділу, завідувачем відділу педіатрії та реабілітації, заступником директора з наукової роботи, від 1986 — директором.
Також від 1996 — завідувач кафедри педіатрії Харківського університету.
26 грудня 2020 року пішов з життя.

## Спеціалізація
Проблеми лікування артеріальної гіпертензії та захворювань органів системи травлення, а також стан здоров'я дітей і підлітків, які постраждали від Чорнобильської катастрофи, питання інвалідності дітей з хронічною соматичною патологією в Україні, розробка програми їхнього медичного, соціального та психологічного відновлення.

## Праці
Працював над підручниками «Кардиология детского возраста» (1986), «Дитячі хвороби» (1999; обидві — Київ).

## Джерело
- О. І. Плехова КО́РЕНЄВ Микола Михайлович [Архівовано 30 січня 2019 у Wayback Machine.] // Енциклопедія сучасної України: у 30 т. / ред. кол. І. М. Дзюба [та ін.] ; НАН України, НТШ, Координаційне бюро енциклопедії сучасної України НАН України. — К., 2006.